# クラスター爆弾

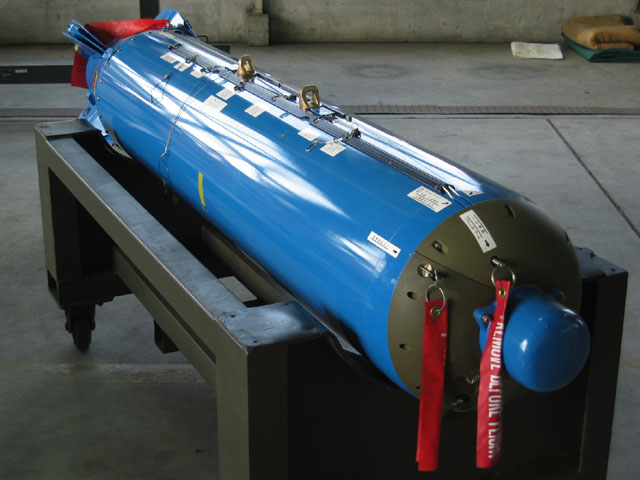
代表的なクラスター爆弾の一つ、CBU-87/B（模擬弾）

ウェリントン宣言（灰色の国が未署名で、所有又は所有予定の国）

クラスター爆弾（クラスターばくだん、英語: cluster bomb）は、容器となる大型の弾体の中に複数の子弾を搭載した爆弾である。クラスター弾、集束爆弾（しゅうそくばくだん）とも呼ばれ、昔は親子爆弾とも呼ばれた。

## 定義
2008年5月28日、ダブリンで行われた「クラスター弾に関する外交会議」（Diplomatic Conference for the Adoption of a Convention on Cluster Munitions）で採択された「クラスター弾に関する条約」（Conventions on Cluster Munitions）におけるクラスター弾の定義は以下の通り（第2条）。
「それぞれが20キログラムを超えない爆発性子弾を散布または放出するよう設計された通常弾で、それらの爆発性子弾が含まれるもの」

## 概要
米国、ロシア、中国、北朝鮮、韓国、イスラエル、イラン、サウジアラビア、トルコ、シリア、イラク、ウクライナ、ギリシャ、アラブ首長国連邦、エジプト、ヨルダン、イエメン、ジョージア、アゼルバイジャン、コソボ、カザフスタン、ポーランド、ルーマニア、アルメニア、ベラルーシ、ラトビア、ブータン、ベトナム、タイ、インド、ミャンマー、パキスタン、台湾などは、クラスター弾に関する条約に署名していない。

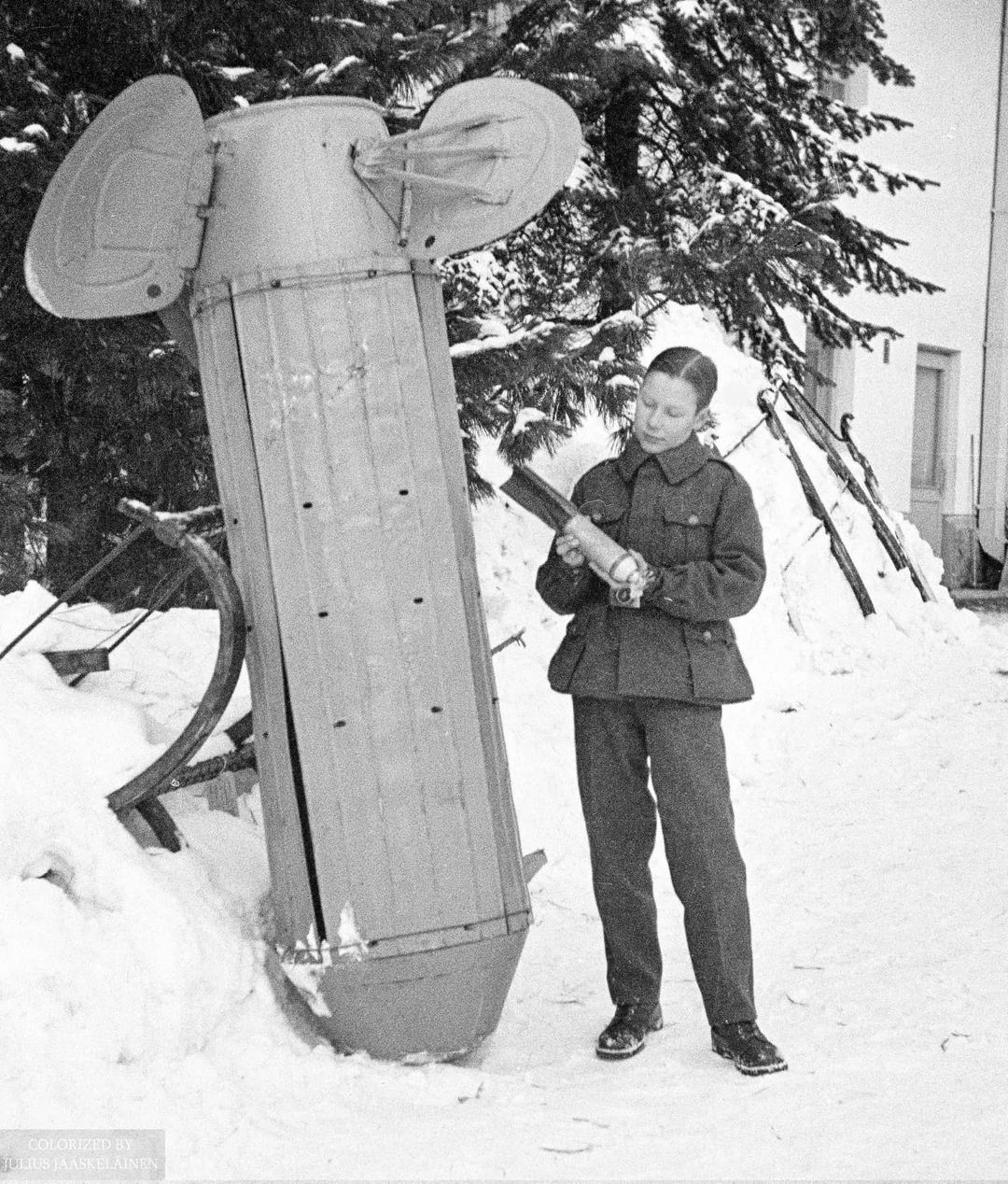
古典的な収束爆弾の一種である、ソ連空軍の「モロトフのパン籠」と、内蔵する小型焼夷弾を手にしたフィンランド兵

主に航空機や地対地ロケット弾、砲弾などに搭載される。通常の空対地爆弾とほぼ同サイズのケースの中に、小型爆弾や地雷で構成される数個-数百個の子弾を内蔵する。このケースが発射、投下の後に空中で破裂することで子弾を散布し、多数の小規模な爆発を引き起こすなどして広範囲の目標に損害を与える。
子弾1つは小型の爆発物であり、鉄筋コンクリートビルやトーチカのような強固な建造物に対する破壊力は低いが、一度の投下で広範囲に散布できるため、単弾頭の航空爆弾より広い範囲に被害を与え、面制圧兵器として使われる。
フィンランドにおける冬戦争では、ソ連空軍が空中で回転しながら遠心力で60発の小型焼夷弾を散布する収束爆弾コンテナを実戦使用している。また、第二次世界大戦中のドイツ空軍は対人馬用収束爆弾として、重量2 kgの小型爆弾SD2 92発をコンテナに収容したものを運用。アメリカ陸軍航空軍は、ドイツ軍がロンドン爆撃で使用した焼夷弾を参考に開発した38ないし48発の焼夷弾をコンテナに収容し、高度700 mで爆散させ、高密度に焼夷弾を降らせる集束焼夷弾E46を日本への空襲に使用している。
ベトナム戦争では、ケースに野球ボール大の子爆弾を300個ほど内蔵し、その子爆弾ひとつの炸裂で600個ほどの金属球を飛散させる「ボール爆弾」が使用された。この子爆弾は、手榴弾や指向性の無い散弾地雷のように、炸裂周辺の人員や通常の車両など、非装甲標的に被害を与えるもので、加害面積は親弾の炸裂高度によって変化する。

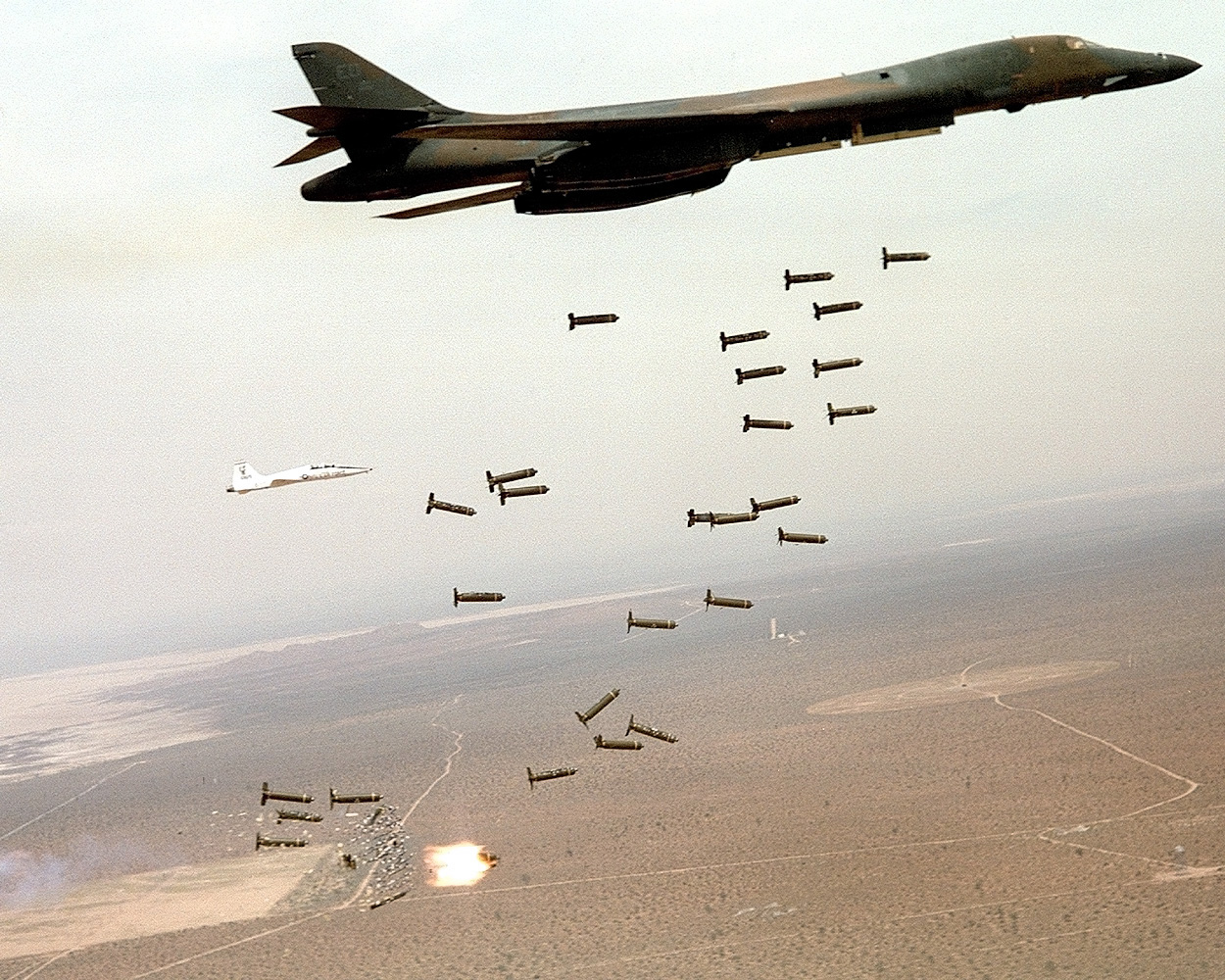
観測機を伴ったB-1 ランサー戦略爆撃機が、クラスター爆弾を投下する様子。黒い棒状の物体が親弾で、左下の親弾は子弾を放出している

クラスター爆弾には様々な種類の子弾が存在する。歩兵や軽車両を対象とする場合、小型爆弾のほか対人地雷を搭載した物もあり、爆弾本体ではなく子弾がオタワ条約の対象とされる事もある。
装甲の厚い兵器を対象とした物では、対人・対装甲車両用の子弾を202発収めた米軍のCBU-87/B、戦車などを目標とする対装甲用子弾を10発収めた CBU-97/B、対装甲用成形炸薬子弾を247発収めた CBU-59 ロックアイIIなどがある。成形炸薬子弾の場合、装甲の薄い車両上面に適切な角度で接触・起爆するよう、リボンや小型のパラシュート、羽根が取り付けられ、姿勢を垂直に向けて落下するように設計されている。
爆発性が無いためクラスター弾に関する条約の条件には合致しないが、炭素繊維のワイヤーを放出して送電施設をショートさせ、停電を引き起こすBLU-114/Bのような非致死性兵器も存在し、これは、停電爆弾と呼ばれる。

## 在来型航空爆弾との比較

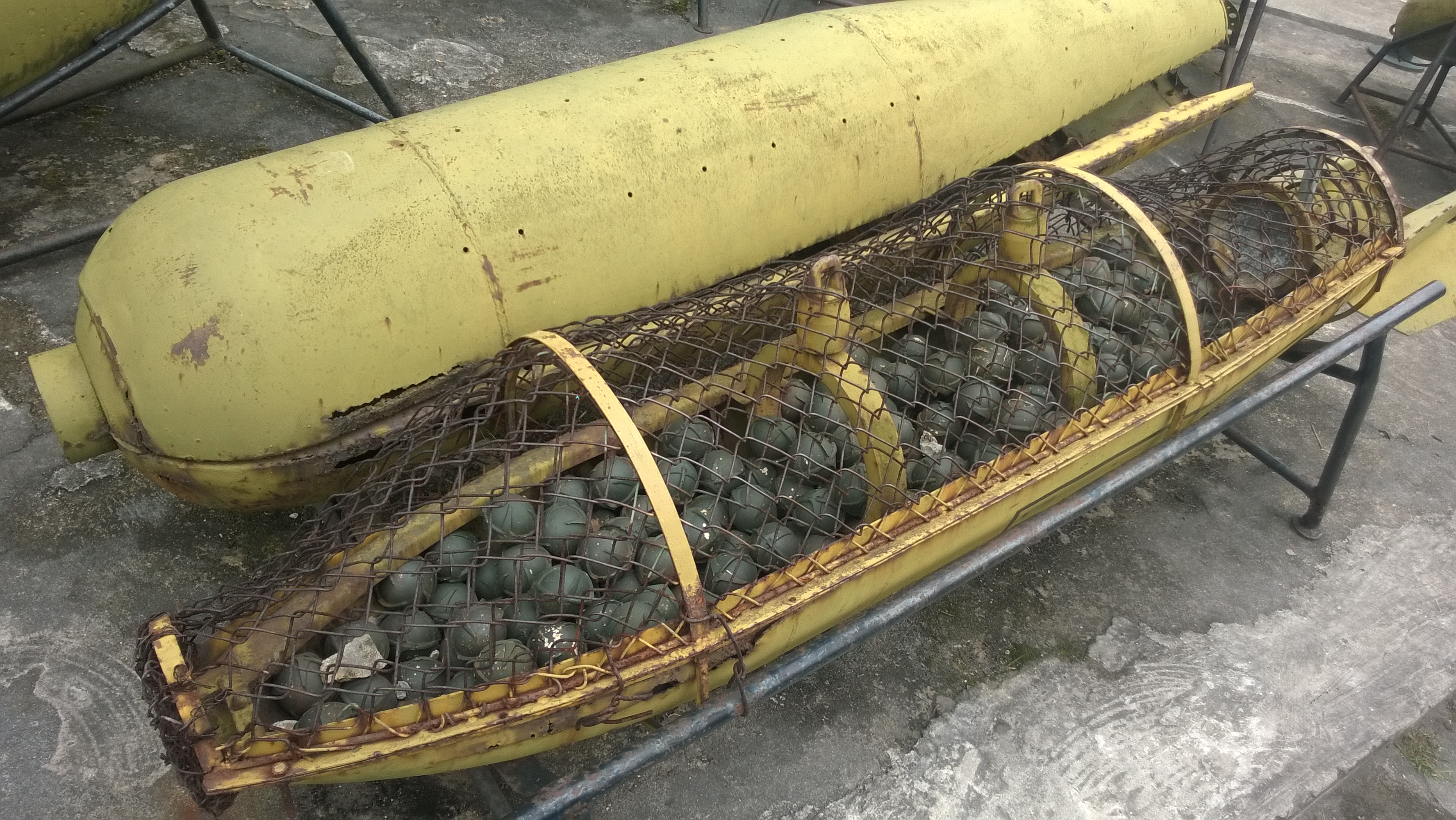
ベトナム戦争で使用された米軍のCBU-24対人・対物クラスター爆弾（ボール爆弾）

クラスター爆弾は、在来爆弾に比べて総合的な費用対効果に優れると考えられている。
- 重量に対する制圧面積が広く、少ない航空機数で従来型の航空爆弾と同様の爆撃面積を得られるため、爆撃機数の削減が可能になる[注釈 2][注釈 3]。
- 2乗3乗則 - 在来型の航空爆弾は、大型化するほど重量あたりの殺傷面積効率が低下する。在来爆弾で爆発による殺傷半径を2倍にするには、爆発時に生じる高圧ガス球体積=爆弾の重量を8倍にする必要がある。
- 地上部隊に対して短時間で面的制圧を行えるため、国境線が長かったり、障壁となる地形が乏しいなどの事情を持つ地域では、対人地雷と同様に戦術上有効とされる。

## 不発弾処理
対戦車用の成形炸薬弾型など、爆発に指向性があるものは、弾頭部が下を向くようパラシュートやリボンなどで落下姿勢を調整するが、これが対地落下速度を低め、落下場所によっては信管に十分な衝撃が加わらなかったり、リボンやパラシュートが木や建物に引っ掛かって不発となる場合がある。
種類や小弾の性質・運用状況にもより不発率の実績は40%近くに達する場合もあれば数%しかない場合もあり大きく異なる。ウクライナ侵攻ではロシア軍が使用したクラスター弾の不発率は約30-40％にも上る一方で、米国は2.35%以下に抑えられる種類のクラスター弾をウクライナに供与する方針を示した。

### 戦闘後の被害
国際連合のレバノン南部地雷活動調整センターは、2006年8月までにレバノンで使用された旧式のクラスター爆弾で、子爆弾の4割が不発のまま残ったとしている。この戦闘ではイスラエル軍によりヒズボラに対して子爆弾644発を積載したクラスター爆弾が最低でも1,800発使用されたが、これの不発分が市街地などに散乱しており、全ての撤去には1年以上かかるとされている。
残留した不発弾が戦後復興に影響する場合もあり、レバノンでは戦闘中に避難していた市民が乗用車で戻ってきたところ、その車列で爆発が発生、驚いた市民らが車から降りて更に爆発が発生し、30分で市民15人が死傷したケースもあると2006年9月20日の朝日新聞が報じている。中には木に引っ掛かった状態の子爆弾もあり、2006年10月23日の朝日新聞報道では、果樹園で取り入れを手伝っていた子供の死亡事例が多いと報じている。同記事は、同年8月14日-10月22日までの間に、20名が死亡、120名が負傷したとしている。
2003年には、ヨルダンのクィーンアリア国際空港において、毎日新聞社のカメラマンであった五味宏基が「取材活動の記念に」とイラクから持ち出した不発弾が爆発し、空港職員が1人死亡、空港職員と一般人の計2名が負傷する事件が発生した。爆発したのは、形状などから地上発射兵器MLRSのロケット弾で散布される成形炸薬弾M77と見られている。
2008年8月に起きた南オセチア紛争において、グルジア政府はロシア連邦軍がクラスター爆弾を使用したとして非難し、欧米マスコミもこれを大々的に報じた。ところが後に、関係者の証言からグルジア軍自身もクラスター爆弾を使用していたことが発覚する。双方の使用による犠牲者は数十名ほどではないかと見られている。
フランスのリヨンとベルギーのブリュッセルに本拠のあるNGO団体Handicap International（ハンディキャップ・インターナショナル）は、「この爆弾で被害を受けるのは、過去98%が一般市民だ（残りが本来の目標である軍人）」と主張し、クラスター爆弾の使用を非難している。

### 使用禁止に向けた動き
2006年2月16日には、世界に先駆けてベルギーがクラスター爆弾を法的に禁止した。
2007年2月22日と2月23日には、ノルウェーが呼びかけたクラスター爆弾禁止に関する国際会議が、ノルウェーの首都オスロで開催された。49か国が参加したこの会議では、参加国中の46か国によって2008年中にクラスター爆弾の使用・製造・移動・備蓄の禁止条約を実現させることを目指すという内容の「オスロ宣言」が採択された。この宣言は、「受け入れがたい民間人被害をもたらすクラスター爆弾を禁止する条約を08年中に作る」とも述べ、クラスター爆弾の廃棄、使用された爆弾の撤去や被害者のケアへの枠組づくりも含んでいる。ノルウェーなどの提唱有志国が禁止条約作りを目指す運動を「オスロ・プロセス」と呼ぶ。
同会議に参加していた日本、ポーランド、ルーマニアの3か国はこの宣言に加わらなかった。アメリカ、イスラエル、ロシア、中国など、主要なクラスター爆弾の配備運用国は会議そのものに参加していない。イギリスは土壇場で参加を決め、会議の翌月に英軍が使用するクラスター爆弾を自爆機能ありのものに切り替え、不発弾による被害を生じやすいものは即時使用を停止し、廃棄することを決定した。オスロ会議の前後にはノルウェーやオーストリア、スイスなどがクラスター爆弾の使用を凍結している。2006年2月に使用を禁止したベルギーは、会議後の2007年3月にはクラスター爆弾の製造企業への投資を違法とした。
日本が当初宣言に加わらなかった理由は、国際的に見て特殊な防衛事情を持つ日本の安全保障上の判断とされている。詳細は「保有国の対応」の節を参照。
2007年5月23日から5月25日までは、ペルーの首都リマで68か国が参加して「クラスター爆弾禁止リマ会議」が開催されたが、禁止条約の草案の合意には至らなかった。
2008年5月28日のダブリンでの国際会議で、無力化機能を有する一部の型を除いて禁止する条約案が合意された。条約文第2条は、「禁止対象とならないクラスター弾」の要件を以下のようなものとしている。
- （第2条2項c） - 周囲に対する無差別的な影響ならびに不発弾による危険性を回避するために次の特性を備える弾薬。
  1. 10個未満の爆発性子弾しか含まない。
  2. それぞれの爆発性子弾の重量が4キログラム以上である。
  3. 単一の目標を察知して攻撃できるよう設計されている。
  4. 電気式の自己破壊装置を備えている。
  5. 電気式の自己不活性機能を備えている。

2016年9月、アメリカで唯一製造していたテキストロンが製造中止を決定した。

### 不発弾の性質
クラスター爆弾の不発弾を、「意図的に不発になるよう仕組まれており、復旧作業の妨害を狙っている」「民間人（子供）の興味を引く玩具のような形状と色にして、拾うように仕向けている」「地雷禁止条約の抜け道として、不発弾を地雷代わりにしている」とし、非人道的であるといった批判もある。
滑走路などの軍事目標に対して復旧を遅らせる目的で、爆撃終了後に爆発するよう時限信管を設定したり、子弾に地雷を混在させて使用するイギリス空軍のトーネード搭載JP233 ディスペンサーなどの例もあるが、不発弾は発生が偶発的で分布などをコントロールできないため、「意図的に不発弾を発生」させたり、「特定の標的に拾わせる」といった運用は現実的でない。玩具のようとされる形状は空気抵抗で落下姿勢や散布範囲を調整するためのもので、明るい黄色などの鮮明な色に塗装されているのは、目に付く色で不発弾の存在を強調して触らないよう注意を促し、戦闘終了後の発見回収を容易とするためのものである。
この警戒色は、人道援助として空中散布される救援用非常食（レーション）を目立たせるための塗装と同じ色だったことで、アフガニスタンでは混乱の原因となった。アメリカ国防省は2001年11月1日にこの問題を認め、クラスター爆弾の危険性に対して市民に注意を促すチラシを配布すると共に、非常用食料はオレンジ色のパッケージに変更すると発表している。

## 保有国の対応
中国、ロシア、北朝鮮、韓国、台湾、インドなどは、クラスター弾禁止条約に参加していない。特に、ロシアは2022年のウクライナ侵攻での都市への爆撃に不発弾率約40%のクラスター爆弾を使用している。

### アメリカ
オスロ・プロセスとは異なる独自の規定を定め、クラスター弾不発率の低下を目指した。MLRSについては単弾頭のGPS誘導ロケット弾XM31の開発を進め、M31として制式化した。2006年1月には、更新が遅れれば不発率低下の目標を達成できないと発表してM31の取得を進め、イラク戦争でもこれを活用した。
M31はポイント攻撃型の弾頭であり、広範囲を攻撃するためのクラスター型M30ロケット弾については、爆発性の無いタングステン球の弾丸を撒き散らす「代替弾頭（AW）」と呼ばれる物に交換された。提供もとのロッキード・マーチン社は、この弾頭は不発弾の悪影響を発生させずに広範囲攻撃を実現する米軍初の装備品になるとしている。
2015年イエメン内戦では、サウジアラビア主導の同盟国らが、米国のBLU-108をイエメンの居住地で使用しているとする国連等の報告があり、ヒューマン・ライツ・ウォッチは、サウジとその同盟国、イエメン、米国はクラスター弾に関する条約を締結すべきであると主張している。

### 日本
もともと日本では、航空自衛隊がクラスター爆弾・CBU-87/Bを、陸上自衛隊が砲弾・03式155mmりゅう弾砲用多目的弾、対戦車ヘリコプターから発射するハイドラ70ロケット弾（M261弾頭）、多連装ロケットシステム用のクラスター弾頭型ロケット弾・M26を保有しており、いずれも不活化機能や自爆機能は有していなかった。2007年2月にオスロで開かれたクラスター爆弾禁止会議のオスロ宣言には署名しなかったが、2007年6月19日にジュネーヴで開催された特定通常兵器使用禁止制限条約（CCW）政府専門家会合では、条約交渉の開始に賛成を表明した。
2008年5月28日のダブリンでの国際会議では、一部を除いて禁止するとの条約案に同意し、2008年11月28日の安全保障会議で自衛隊が保有するすべてのクラスター弾の廃棄を決定、12月3日にオスロで開催された禁止条約署名式には中曽根弘文外相が出席して署名した。日本の外務省は「クラスター弾に関する条約」を仮和訳したものをウェブサイト上で公開している。2009年に国会でクラスター弾等の製造の禁止及び所持の規制等に関する法律が成立している。
防衛省では、航空爆弾にはレーザー誘導対応型JDAM爆弾を、多連装ロケットシステムにはM31単弾頭型GPS誘導ロケット弾を導入すると発表し、この二種の精密誘導兵器取得を代替措置とした。
防衛省は自衛隊が保有していたクラスター弾の廃棄完了を2015年2月9日に確認し、翌10日付で発表した。
2017年5月23日、クラスター爆弾を製造する企業に対して、投融資を行っている世界各国の金融機関166社をオランダのNGO団体「PAX」が発表し、そのなかで日本は4社（三菱UFJフィナンシャル・グループ、三井住友フィナンシャルグループ、オリックス、第一生命保険）あり、クラスター爆弾規制条約の締約国では一番多いことが分かった。同年12月、4社は製造企業に対してその使途を問わず投融資を禁止した。

### イギリス・ドイツ
全ての子弾に自爆機能、もしくは不活性化機能を持たせた改良型を配備する。
- MW-1
- JP233（1999年まで）

## 使用歴のある国
国連設立後、少なくとも28か国がクラスター爆弾を使用した。ウェリントン宣言に署名し、クラスター爆弾禁止に同意している国名は太字で記載されている。
- アルメニア
- アゼルバイジャン
- エリトリア
- エチオピア
- フランス
- ジョージア
- イスラエル
- モロッコ
- オランダ
- ナイジェリア
- ロシア
- サウジアラビア
- 南アフリカ[27]
- スーダン
- タジキスタン
- イギリス
- ウクライナ
- アメリカ合衆国
- シリア

上記に加え、既に消滅した国家のうち少なくとも3ヶ国（ソビエト連邦、ユーゴスラビア、ローデシア）も使用していた事がある。

## 製造歴のある国
これらの国々の多くが近年における戦争や長期にわたる未解決の国際紛争に関わっているが、製造したクラスター爆弾は使用していない。ウェリントン宣言に署名し、クラスター爆弾禁止に同意している国名は太字で記載されている。
- アルゼンチン
- ブラジル
- ブルガリア
- チリ
- ロシア
- 中華人民共和国
- 北朝鮮
- エジプト
- フランス
- ドイツ
- ギリシャ
- インド
- イラン
- 中華民国[28]
- イラク
- イスラエル
- イタリア
- 日本
- 韓国
- パキスタン
- ポーランド
- ルーマニア
- セルビア
- シンガポール
- スロバキア
- 南アフリカ共和国
- スペイン
- スウェーデン
- トルコ
- イギリス
- アメリカ合衆国

## 現保有国・旧保有国
2008年時におけるクラスター爆弾の保有国は、上記製造国の全てを含む76か国である。ウェリントン宣言に署名し、保有するクラスター爆弾の破棄に同意している国名は「旧保有国」に区分し、太字で記載している。
- ベラルーシ
- ブラジル
- 中国
- キューバ
- エクアドル
- エジプト
- エストニア
- エリトリア
- エチオピア
- ジョージア
- ギリシャ
- インド
- イスラエル
- ヨルダン
- カザフスタン
- 北朝鮮
- 韓国
- リビア
- モンゴル
- オマーン
- パキスタン
- ポーランド
- ルーマニア
- ロシア
- サウジアラビア
- シンガポール
- シリア
- トルコ
- トルクメニスタン
- ウクライナ
- アラブ首長国連邦
- アメリカ合衆国
- ウズベキスタン
- イエメン
- ジンバブエ

### 破棄条約締結国（旧保有国）（利用破棄含む）
- アルジェリア
- アンゴラ
- オーストリア
- バーレーン
- ボスニア・ヘルツェゴビナ
- ブルガリア
- チリ
- クロアチア
- チェコ
- デンマーク
- フィンランド
- フランス
- ドイツ
- ギニア
- ギニアビサウ
- ハンガリー
- インドネシア
- イタリア
- 日本
- クウェート
- モルドバ
- モンテネグロ
- モロッコ
- オランダ
- ナイジェリア
- ペルー
- ポルトガル
- セルビア
- スロバキア
- 南アフリカ共和国[30]
- スペイン
- スーダン
- スロベニア[31]
- スウェーデン
- スイス
- ウガンダ
- イギリス